# آبری اوتیس همپتون
آبری اوتیس همپتون (انگلیسی: Aubrey Otis Hampton؛ ‏ ۱۰ سپتامبر ۱۹۰۰ – ۱۷ ژوئیهٔ ۱۹۵۵) رادیولوژیست اهل ایالات متحده آمریکا بود. او دانش‌آموختهٔ کالج پزشکی بیلور بود و از سال ۱۹۲۶ در بیمارستان عمومی ماساچوست کار می‌کرد و از سال ۱۹۴۱ رئیس دپارتمان رادیولوژی همین مرکز آموزشی-درمانی شد. او همچنین مابین سال‌های ۱۹۴۱ تا ۱۹۴۵ رئیس دپارتمان رادیولوژی مرکز پزشکی والتر رید نیروی زمینی واشینگتن، دی.سی. بود. گفته می‌شود که همپتون یکی از دقیق‌ترین رادیولوژیست‌ها در تشخیص بیماری‌ها در دوران خود بود. امروزه نام او به‌واسطهٔ توصیف نشانهٔ برآمدگی همپتون در آمبولی ریه و همچنین خط همپتون در یادها مانده است.